# Нардин, Федерико
Федерико Нардин (итал. Federico Nardin; родился 18 февраля 2007 года, Латина, Италия) — итальянский футболист, защитник клуба «Рома». Победитель чемпионата Европы до 17 лет в составе сборной Италии.

## Клубная карьера
Федерико Нардин — воспитанник «Ромы».

## Карьера в сборной
В составе сборной Италии до 17 лет принял участие на победном чемпионата Европы, где сыграл в двух матчах. Всего за сборную провёл 8 игр.

## Стиль игры
Может играть на позиции защитника и полузащитника; также телосложение Нардина не мешает его скорости и ловкости, имея при этом хорошую технику.

## Достижения
Сборная Италии (до 17 лет)
- Чемпион Европы до 17 лет: 2024